# Depresiunea Șimleu
Depresiunea Șimleu este o depresiune de origine tectonică situată în județul Sălaj, Transilvania, România, între Munții Meseș și Plopiș, la sud-est, sud și sud-vest, pintenul cristalin al Plopișului, la nord, și interfluviul Crasna-Zalău, la est și nord-est. Depresiunea este străbătută de râurile Crasna și Barcău, care s-au adâncit cu peste 100 m. sculptând în cadrul depresiunii șapte nivele de terasă, compartimentând unitatea de relief în două bazine depresionare de eroziune, bazinul Plopiș pe Barcău și bazinul Crasna pe râul Crasna.